# Paepalanthus alpinus
Paepalanthus alpinus är en gräsväxtart som beskrevs av Friedrich August Körnicke. Paepalanthus alpinus ingår i släktet Paepalanthus och familjen Eriocaulaceae.
Artens utbredningsområde är Colombia. Inga underarter finns listade i Catalogue of Life.

## Bildgalleri

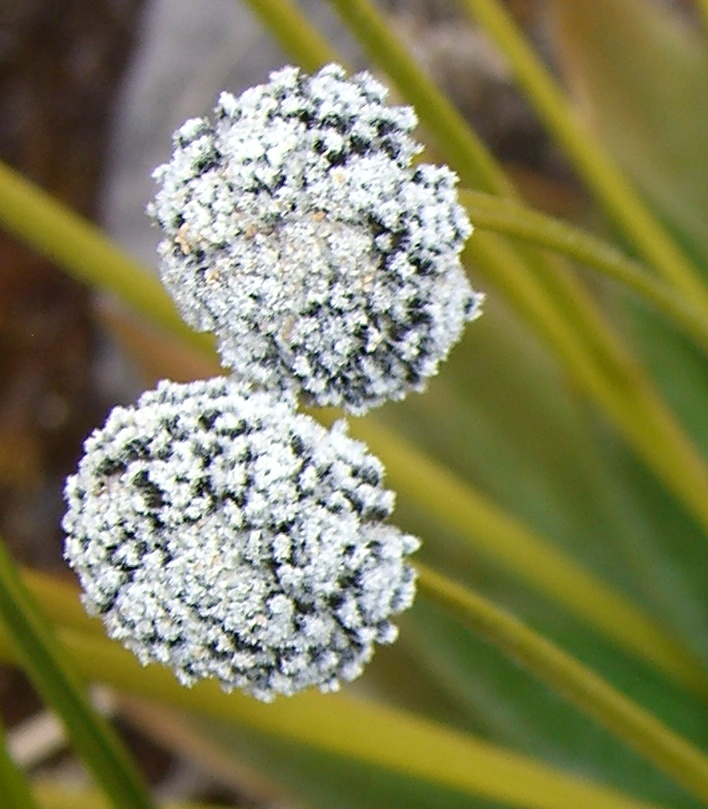
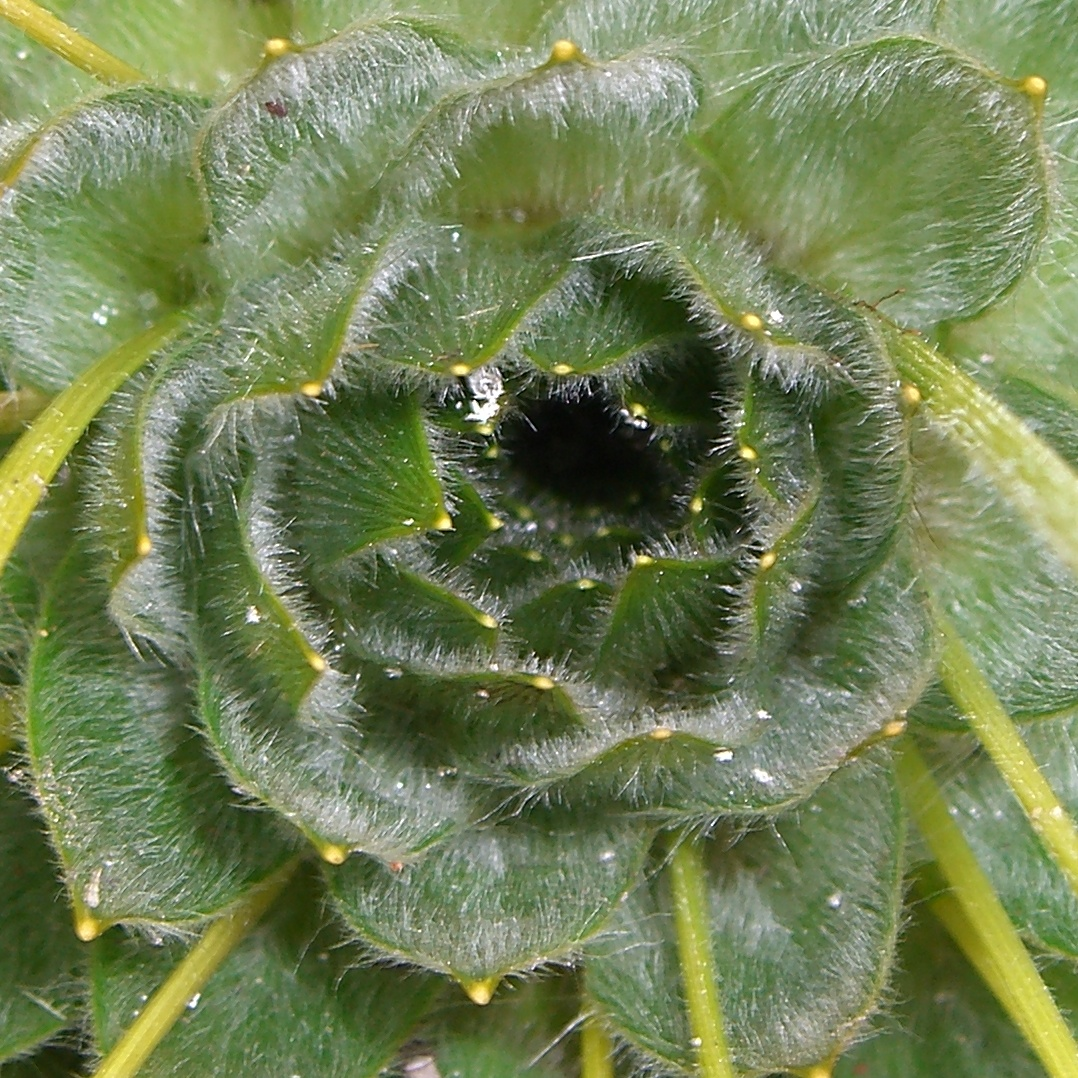